# Temnik
Le Temnik (en russe Темник) est une rivière de Russie qui coule en république autonome de Bouriatie. C'est un affluent de la Selenga en rive gauche, donc un sous-affluent de l'Ienisseï par la Selenga, le lac Baïkal et l'Angara.

## Géographie
La rivière naît à la limite entre les monts Khamar-Daban et le petit Khamar-Daban, en Bouriatie, et coule globalement en direction de l'est. Dans son cours inférieur, elle communique par un défluent, le Tsagan Gol avec le lac Goussinoïe. Elle se jette peu après dans la Selenga en rive gauche au niveau de la localité de Selendouma. 
Dans son parcours, le Temnik ne traverse pas de centres urbains importants.
En règle générale, la rivière est prise par les glaces depuis le début du mois de novembre jusqu'à la fin du mois d'avril ou au début du mois de mai.

## Hydrométrie - Les débits mensuels à Oulan-Oudounga
Le Temnik est un cours d'eau très irrégulier. Son débit a été observé pendant 51 ans (entre 1939 et 1989) à Oulan-Oudounga, localité située à quelque 59 kilomètres de son confluent avec la Selenga. 
Le débit inter annuel moyen ou module observé à Oulan-Oudounga sur cette période était de 29,1 m3/s pour une surface de drainage de 4 240 km2, soit 77,4 % de la totalité du bassin versant de la rivière qui en compte 5 480.
La lame d'eau écoulée dans cette partie - de loin la plus importante car la mieux arrosée - du bassin versant se monte ainsi à 217 millimètres par an, ce qui peut être considéré comme assez modéré dans la région. 
Rivière assez peu abondante, alimentée en grande partie par la fonte des neiges, le Temnik est un cours d'eau de régime nivo-pluvial qui présente deux saisons. 
Les hautes eaux se déroulent du printemps au début de l'automne, du mois de mai au mois de septembre inclus, avec un sommet en juin-juillet, ce qui correspond au dégel et à la fonte des neiges. En octobre, le débit de la rivière baisse fortement, ce qui mène à la période des basses eaux. Celle-ci a lieu de novembre à avril inclus et correspond à l'hiver et aux puissantes gelées qui envahissent toute la région. 
Le débit moyen mensuel observé en février (minimum d'étiage) est de 1,53 m3/s, soit seulement 2 % du débit moyen du mois de juillet (73,8 m3/s), ce qui témoigne de l'amplitude très élevée des variations saisonnières. Sur la durée d'observation de 51 ans, le débit mensuel minimal a été de 0,001 m3/s (un litre) en mars 1983, tandis que le débit mensuel maximal s'élevait à 187 m3/s en juillet 1971.
En ce qui concerne la période libre de glaces (de mai à septembre inclus), le débit minimal observé a été de 24,1 m3/s en août 1958, ce qui était encore très appréciable.  